# NGC 7500
NGC 7500 est une vaste galaxie lenticulaire située dans la constellation de Pégase. Sa vitesse par rapport au fond diffus cosmologique est de 10 248 ± 40 km/s, ce qui correspond à une distance de Hubble de 151,1 ± 10,6 Mpc (∼493 millions d'al). NGC 7500 a été découverte par l'astronome américain Lewis Swift en 1886.
En raison d'une brillance de surface égale à 14,21 mag/am2, on peut qualifier NGC 7500 de galaxie à faible brillance de surface (LSB en anglais pour low surface brightness). Les galaxies LSB sont des galaxies diffuses (D) avec une brillance de surface inférieure de moins d'une magnitude à celle du ciel nocturne ambiant.